# チャールズ・ウェントワース・アパム
チャールズ・ウェントワース・アパム（Charles Wentworth Upham、1802年5月4日 - 1875年6月15日）は、マサチューセッツ州選出のアメリカ合衆国下院議員。

## 生涯
アパムは1821年期のハーバード同窓生であり、ポーセリアン・クラブの一員だった。